# Friedhof von Pobrežje

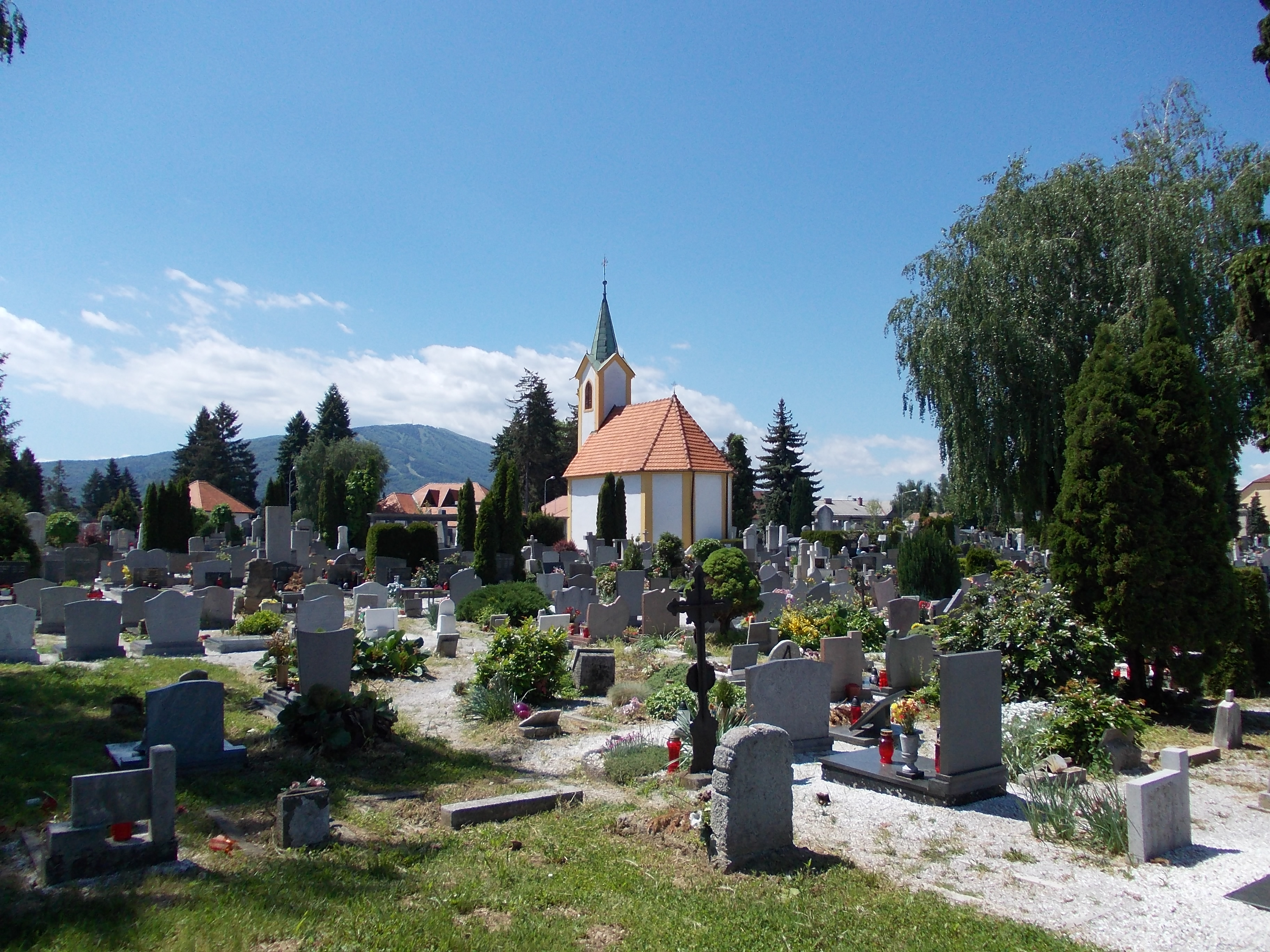
Friedhofskapelle von Pobrežje

Der Friedhof von Pobrežje (slowenische: Pobreško pokopališče) ist der Zentralfriedhof der Stadtgemeinde Maribor in Nordost-Slowenien. Es hat den Namen von seinem Standort, dem Mariborer Stadtbezirk Pobrežje.

## Geschichte
Der erste Stadtfriedhof von Maribor befand sich direkt vor der Marburger Pfarrkirche (heute Kathedrale von Maribor) auf dem Slomškov-Platz. Neben der Stadtbevölkerung wurden hier auch die Bewohner der Kärntner-Vorstadt begraben. Aus Platzgründen wurde der städtische Friedhof 1783 an die Stelle des heutigen Sportzentrums Ljudski vrt verlegt. Im Jahr 1937 erfolgte die nochmalige Verlagerung an den heutigen Standort in Pobrežje. Hier war bereits 1879 ein neuer Friedhof angelegt worden. Der Friedhof wurde zum slowenischen Kulturdenkmal erklärt.

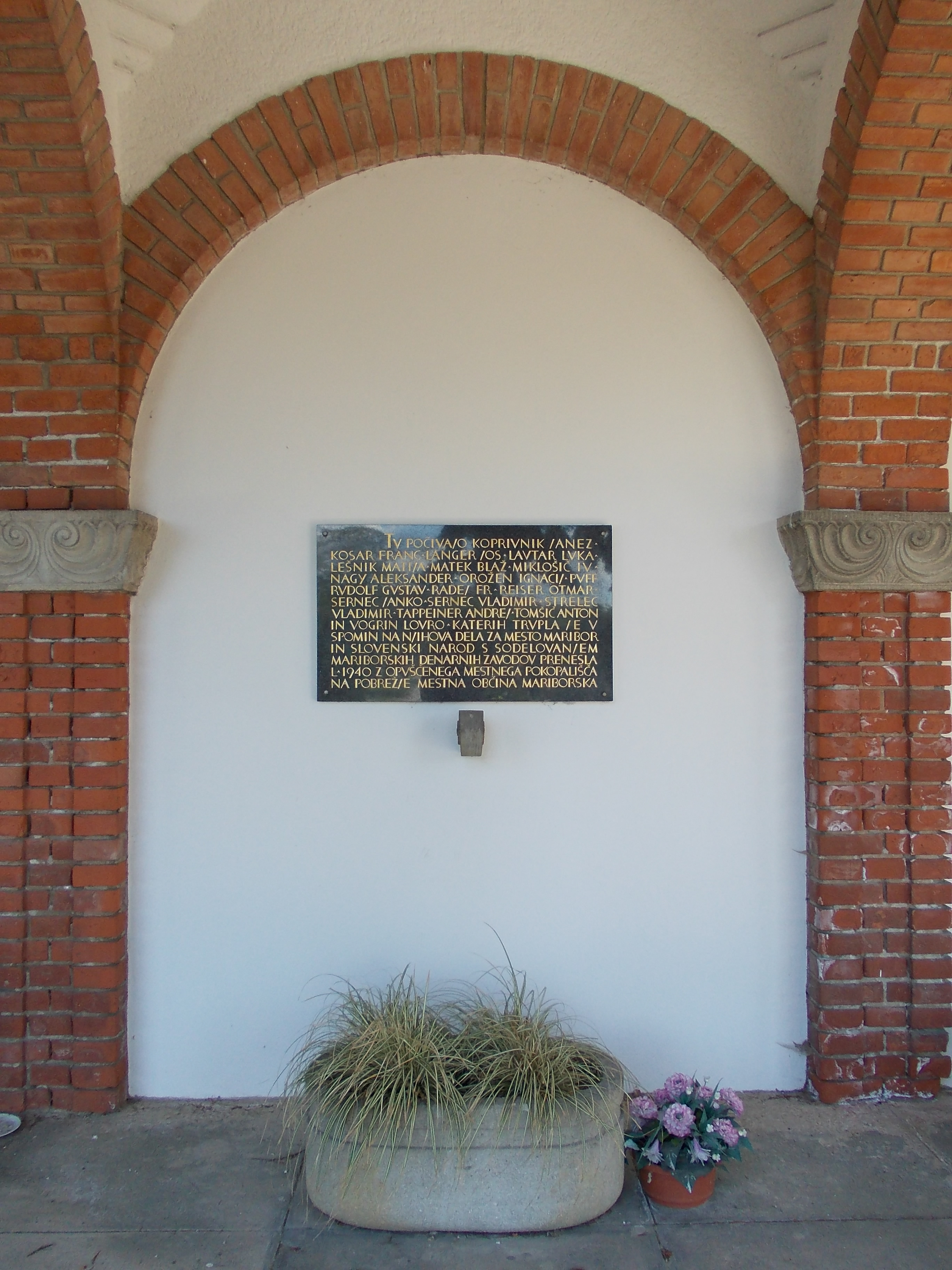
Grabmal für verdiente Mariborer auf dem Friedhof Pobrežje

## Prominente Beigesetzte
Auf dem Friedhof sind unter anderem folgende bekannte Personen beigesetzt:
- Vekoslav Grmič, römisch-katholischer Theologe und Weihbischof von Maribor
- Andrej Karlin, Bischof von Triest und Maribor
- Franc Kosar, römisch-katholischer Geistlicher, Biograph und Philosoph
- Rudolf Maister, Schriftsteller und Offizier
- Anton Medved, römisch-katholischer Geistlicher und Schriftsteller
- Alexander Nagy, Bürgermeister von Marburg/Maribor
- Ignac Orožen, römisch-katholischer Geistlicher und Historiker
- Rudolf Gustav Puff, Schriftsteller und Förderer der slowenischen Kultur
- Otmar Reiser, Bürgermeister von Marburg/Maribor
- Avguštin Stegenšek, römisch-katholischer Geistlicher und Kunsthistoriker
- Leon Štukelj, jugoslawischer Olympiasieger slowenischer Herkunft
- Andreas Tappeiner, Bürgermeister von Marburg/Maribor